# Прайс, Эдит
Эдит Шарлотт Прайс (англ. Edith Charlotte Price; 1872 — 1956) — английская шахматистка, призёр чемпионата мира по шахматам среди женщин (1933), многократная чемпионка Великобритании по шахматам среди женщин.

## Биография
Пять раз побеждала на чемпионатах Великобритании по шахматам среди женщин (1922, 1923, 1924, 1928, 1948). Впервые в этом турнире участвовала в 1912 году, когда финишировала второй, а в 1920 и 1921 году делила первое место, но уступила в дополнительных матчах за звание чемпионки. Ее победа в 1948 году в возрасте 76 лет долгое время считалась рекордным достижением, как самого старого победителя национального чемпионата, и только в 2009 году этот рекорд побил Виктор Корчной, когда победил на чемпионате Швейцарии по шахматам в возрасте 78 лет. Через два года он улучшил свое достижение, когда в 2011 году победил на чемпионате Швейцарии по шахматам уже в возрасте 80 лет.
Два раза участвовала в турнирах за звание чемпионки мира по шахматам. Заняла шестое место в 1927 году в Лондоне и была второй в 1933 году в Фолкстоне за Верой Менчик.